# Identidade corporativa
A Identidade Corporativa ou Identidade Empresarial (em inglês, Corporate Identity) pode ser definida como o conjunto de atributos que torna uma empresa especial e diferenciada. Esses atributos são classificados de essenciais e acidentais. Os primeiros são os atributos que se referem ao propósito da empresa, a missão e aos valores; os atributos acidentais contribuem para a descrição da empresa, mas não definem a sua essência. Peter Behrens foi o fundador da identidade corporativa, em 1908 a serviço da AEG.
As noções de Identidade Corporativa, identidade visual, imagem e até logotipo são comumente confundidas. A Identidade Corporativa é a essência da empresa, seu DNA. Ela é, portanto, única, nenhuma outra organização terá a mesma identidade. A identidade corporativa é o conjunto de características que, combinadas, tornam uma empresa única, especial, inigualável. Todos os demais elementos, aqueles que podem ser vistos ou percebidos, são apenas manifestações físicas da identidade e não a identidade em si: nome, identidade visual, marca, atendimento, ambiente empresarial, missão, visão e valores são expressões da identidade e nem sempre refletem a verdade, já que são construídas pela organização e não são aspectos inerentes a ela.
Esse conceito é facilmente entendido quando se faz uma analogia com o ser humano. As características físicas de uma pessoa (cor dos olhos e de cabelo, biotipo, vestimentas) podem ser alteradas com facilidade (tinta de cabelo, lentes de contato, regimes e exercícios físicos que transformam o corpo, cirurgia plástica, troca de estilo de roupas). Já a essência da pessoa é algo que dificilmente muda com o tempo. Características como ser introspectivo ou não, honesto ou não, por exemplo, acompanham a pessoa ao longo da vida. Acontece de maneira semelhante com as organizações.
Assim, a identidade corporativa tem atributos que podem ser divididos em duas categorias: atributos essenciais e acidentais.
Essenciais: Relacionados ao caráter, representam a essência e praticamente não mudam. Sofrem apenas variações sutis de ênfase ao longo do ciclo de vida.
Acidentais: Relacionados às manifestações físicas, materiais, conjunturais. Mudam com frequência e se adequam às diversas fases do ciclo de vida da empresa.
Definir a identidade corporativa é o primeiro passo na gestão de uma organização. É o momento em que o corpo executivo deve refletir para definir claramente a personalidade da corporação e seus objetivos. Essa tarefa inclui nomear, gerenciar e representar graficamente essa personalidade, e esse é um dos trabalhos mais importantes na construção do sistema de gestão.
John M.T. Balmer atribuiu três âncoras centrais à identidade corporativa, são elas: centrais (inimitáveis traços organizacionais); distintivas (diferenciadas de outras organizações) e douradas (estáveis ao longo do tempo). O autor também define seus traços, que, na maioria das vezes, são seus fins, as atividades, os valores, a posição no mercado, público-alvo, a qualidade dos produtos e serviços, o comportamento dos empregados, entre outros.
A identidade corporativa é caracterizada pela sua complexidade: é multifacetada e multidimensional, na medida em que surge de várias dimensões, quer sejam de espaço ou temporais; pela sua variabilidade e pela sua heterogeneidade, que é formada por perspectivas multidisciplinares em termos de compreensão e gestão.
Alguns pontos importantes devem ser observados para compreender uma organização: a sua missão e visão, o público-alvo, a cultura corporativa, a vantagem competitiva, os pontos fortes e pontos fracos e as estratégias de marketing.
Existem cinco critérios dentro da filosofia de marketing corporativo que explicam alguns traços da identidade corporativa, são eles: vantajoso, de um ponto de vista estratégico; benéfico, do ponto de vista dos stakeholders; crucial, do ponto de vista do marketing corporativo; diferenciador, do ponto de vista do posicionamento; e eficaz, do ponto de vista do ambiente corporativo.
A identidade da organização é que vai definir a forma de enfrentar crises, oportunidades e contingências e de se posicionar no mercado. Mesmo quando se comparam organizações do mesmo nicho, percebe-se que, frente a crises, elas podem ter resultados diferentes, e isso se deve à identidade de cada uma delas, pois é a identidade corporativa que norteia o modo de agir e reagir da organização.
Assim, a identidade da organização é uma referência estratégica para a tomada de decisões, seja ela referente a posicionamento no mercado ou gerenciamento de crise. Ser fiel ou não a essa essência corporativa pode ser fator decisivo quanto ao fracasso ou sucesso das ações da organização.

## Características
Pode-se entender melhor a diferença fazendo analogia com uma pessoa física. A cor dos  cabelos, o biotipo e as roupas que ela está usando ajudam a descrevê-la, mas não definem a sua essência. A identidade se relaciona mais com os atributos essenciais, ou aqueles que mudam muito pouco ao longo da vida dessa pessoa, como o seu senso de justiça, seu pendor para as artes ou sua introspecção. Em uma empresa também é assim: se ela realmente é honesta, não há governos, leis ou ofertas irresistíveis que farão mudá-la; se valoriza o meio ambiente, sua preocupação aparecerá em todas as suas ações, porém, se ela está no início de um projeto de expansão e com dificuldades financeiras, essa preocupação aparece apenas como um atributo acidental, já que sofrerá variações importantes ao longo do tempo.
A identidade corporativa se traduz e se manifesta de várias maneiras: na marca gráfica da empresa, nas suas comunicações (interna e externa), no seu ambiente de produção ou atendimento, no tratamento que dá ao cliente, nas apresentações de seus profissionais, no seu material impresso, no seu nome, no seu portfólio de produtos etc. Todas essas manifestações contribuem para a construção da imagem corporativa.

## Identidade Visual Corporativa
A identidade visual corporativa de uma organização apresenta aspectos visuais e de design que buscam representar a mensagem que a organização quer passar. São utilizados recursos como frases, símbolos, cores e cenários, para trabalhar o conceito da organização. Esses elementos costumam traduzir toda a identidade corporativa. Existem exemplos de empresas que utilizam bem dessa técnica, como: a Coca-Cola, McDonald’s etc.
Existe uma soma de signos que são usados para traduzir graficamente a essência da corporação. Eles são aplicados seguindo um manual de identidade corporativa, para que assim seja determinada a melhor utilização dos símbolos gráficos, das cores e a forma que serão aplicados nas mais variadas ocasiões.

#### Principais elementos que formam a parte visual
Logotipo: é a marca visual da empresa, um símbolo que transmite os valores da companhia. Ela é utilizada para um reconhecimento instantâneo do público, trazendo a personalidade da organização. Especialistas afirmam que o logotipo necessita ser simples e com uma mensagem clara, para que seja bem compreendida por quem a recebe.
Paleta de cores: as cores eleitas para representar uma empresa precisam ser escolhidas com bastante cuidado e diversos fatores devem ser analisados, como: culturais e regionais. As cores transmitem a mensagem exata que a organização busca. Todas as ferramentas utilizadas pela companhia (gráficos, on-line e espaços físicos) usarão dessa pasta de cores, não apenas o logotipo. É necessário que não exista uma variação das cores pré-selecionadas, pois isso acarreta perda de identidade visual para o público.
Tipografia: é a escolha das fontes que serão utilizadas em materiais impressos e digitais da marca. Normalmente é utilizada apenas uma fonte, para gerar intimidade visual para os receptores. A preferência costuma ser por fontes que ficam visualmente claras em todas as ocasiões e cores.
A identidade corporativa sempre foi estudada e abordada por profissionais de design gráfico, por se tratar de algo extremamente importante para a construção de uma marca. A princípio, a identidade corporativa era sinônimo de elementos como logotipo, o ambiente físico da empresa, como o escritório, suas instalações e sua identificação visual. Nesse contexto, o conceito de identidade corporativa surge pela necessidade e preocupação das comunidades de design, de marketing e de comunicação corporativa, com as formas como as empresas se apresentam aos seus públicos.
Muitas vezes, a expressão identidade corporativa é confundida com identidade visual e mesmo com o conceito de marca corporativa. Wally Olins afirma que “identidade corporativa é a manifestação tangível da personalidade de uma empresa. É a identidade que projeta a real personalidade de uma empresa”. “Ela está manifestada no comportamento e na comunicação da empresa”.

## Gestão Integrada
A identidade corporativa influencia todas as partes da empresa, de forma direta ou indireta. As organizações necessitam usar todos os meios da comunicação para dialogar com os seus grupos de interesse: o interno, formado pelos gestores, colaboradores e acionistas; e o público externo, que são os clientes e a comunidade em geral.
Comunicação Interna - A missão desse setor é apresentar para o público interno (gestores, colaboradores e acionistas) os valores da organização, fazendo com que eles transmitam essa realidade. Essa comunicação tem o objetivo de acabar com ruídos e desinformação interna, fazendo com que todas as partes dialoguem. São utilizados informes internos, murais, revistas, compartilhamentos de ideias, transparência, feedbacks etc.
Comunicação Externa - A responsabilidade da comunicação externa é transmitir a  identidade desejada pela organização para o público de fora, como clientes e a comunidade. Nesse setor é integrado um conjunto de ações que inclui branding, assessoria de imprensa, gerenciamento de redes sociais, campanhas publicitárias e institucionais e relações públicas. O objetivo central é espalhar a identidade corporativa da companhia de uma forma coerente.  É necessário manter um grande alinhamento entre marketing, relações institucionais, abordagem, mídia e canais, recursos e patrocínio de eventos.

## Funcionários/Colaboradores
Os funcionários são uma figura essencial na identidade da organização. Para Lígia Fascioni, “o que  faz  uma  empresa  são  as  pessoas  que  trabalham  nela. São essas pessoas que constroem a sua cultura, a sua identidade organizacional.”  Segundo Saul Faingaus Beckin, os colaboradores são considerados como clientes internos de uma organização.
No âmbito de uma organização, é de suma importância a valorização dos funcionários. Em empresas mais modernas, eles são conhecidos como colaboradores. Para estudiosos clássicos, o termo funcionário define melhor o conceito, pois direciona o entendimento de que o trabalhador exerce uma função dentro da organização em que atua, desde atividades técnicas e administrativas, às funções de planejamento e gestão, atribuídas principalmente aos cargos de direção das corporações.
A identidade corporativa pode ser utilizada nos processos seletivos de novos empregados para buscar perfis semelhantes aos atributos da organização. Alguns estudiosos defendem a perfeita comunhão de atributos entre novos empregados e a identidade organizacional. A cultura  organizacional  nasce  de  um  emaranhado  de valores  e  crenças  compartilhados  entre  o  fundador  da  organização,  os  profissionais  que  nela atuam e a cultura externa que a cerca.
Uma pessoa conservadora, por exemplo, ao trabalhar para uma empresa ousada e inovadora, não se sentirá à vontade, não caberá no papel exercido e, eventualmente, será demitida ou pedirá para sair de sua função, ou até mesmo da empresa. Da mesma forma que um trabalhador com o perfil pessoal mais conservador, não se sentirá acolhido ou motivado em uma empresa com uma linguagem mais informal e objetivos progressistas em seus planos de ação e estratégia de mercado.
Segundo Dôuglas Ferreira, a ideia  da comunhão  dos  valores  e  o  perfeito  alinhamento  entre  a organização  e  os  seus  empregados,  podem  indicar  uma  prática  comum  das organizações  de  tentar  ditar  certos  comportamentos  desejados  no  ambiente  de  trabalho. “(...) seria  inviável  imaginar  que  durante  a  seleção  de  empregados,  os  recrutadores conseguissem  perceber  um  alinhamento  entre  a  identidade  organizacional e  a  identidade  de um  candidato  à vaga  de  emprego,  mesmo  que  para  isso  se  utilize  técnicas  refinadas  de psicologia  para  o  entendimento  da  personalidade.”
Voltado para o relacionamento interno, o endomarketing é um elemento importante nas organizações, pois estabelece um canal direto de comunicação com os colaboradores.
Com base numa comunicação objetiva e orientada aos objetivos da empresa, a gestão estratégica  do  endomarketing  viabiliza  junto  aos  colaboradores  a  percepção  de valorização, bem como a visão de sua relevante importância para a organização, em que, notadamente, constrói-se um ambiente favorável e harmonioso,  visando proporcionar qualidade e excelência nos serviços prestados. Agindo incisivamente nos colaboradores, o endomarketing tem sua funcionalidade, atuando sobre  evoluções  positivas e  até  mesmo  crises  em  que  a  organização  esteja  vivenciando, tornando, assim, os colaboradores cientes da realidade da empresa e participantes ativos como parceiros para resoluções de conflitos, dúvidas e demais interações entre empresa e cliente externo. Ou seja, o endomarketing pode tornar os funcionários capazes de auxiliar a empresa no enfrentamento e superação de problemas.

## Público Consumidor
A comunicação contribui para que os processos de interação aconteçam entre a organização e seus públicos. A construção de uma boa relação com o público-alvo e seus apoiadores é importante para o aumento da credibilidade de uma organização como também para o patrocínio em campanhas externas ou internas da corporação. Essa estratégia aumenta o engajamento das relações interpessoais, bem como o poder de influência na esfera público-privada da instituição.
Segundo a doutora em marketing Tania Maria Vidigal Limeira, o público é parte vital da sobrevivência e da identidade de uma organização, são eles o termômetro para saber se a presença da empresa ainda está alinhada à missão, à visão e aos valores pensados ainda  em sua fundação.
O público-alvo é um grupo de consumidores com características em comum (desde características demográficas, como também comportamentais, psicográficas e geográficas) que as empresas traçam a fim de conseguir tornar seus esforços de marketing digital e off mais eficazes. O público-alvo pode ser denominado como target (em inglês) que, ao pé da letra, é entendido como segmento-alvo de determinada corporação.
Para conseguir traçar o perfil de seu público-alvo, as empresas realizam desde pesquisas a análises de mercado, com o intuito de compreender melhor seu próprio produto/negócio e o cenário em que se encontra seu consumidor no momento atual, o que, consequentemente, ajuda na criação de campanhas mais eficientes, que aproveitam as melhores oportunidades, se diferenciando das concorrentes de forma mais atrativa e específica.
De acordo com a Rock Content, empresa brasileira especializada em marketing digital, as principais variáveis de segmentação que devem ser levadas em conta ao definir o público-alvo são:
Geográfica: que engloba o país, região, estado ou cidade em que a empresa atua. Incluindo o tamanho da cidade, se esta se encontra em uma área rural ou urbana, residencial/comercial, o clima e a densidade populacional do lugar.
Demográfica: nessa segmentação, são levados em conta desde a idade e gênero, a informações socioeconômicas da população, se trabalham, têm filhos, a escolaridade, religião, cor, renda, nacionalidade, entre outros.
Psicográfica: para esse campo, é levado em conta o estilo de vida da população ou de um grupo específico analisado. Se são pessoas politicamente ativas ou conservadoras, sociáveis, nervosas ou amorosas, sedentárias ou que valorizam a vida fitness. São analisadas suas principais preocupações e interesses no campo mental e espiritual no que tange ao propósito de existência de um ser humano ativo na sociedade.
Comportamental: estuda principalmente o status do consumidor como usuário, se este consome muito ou pouco, se tem potencial para se tornar um provável comprador ou é um ex-usuário do produto ou serviço. Também é levado em conta o interesse do consumidor no produto, desde a sua lealdade à marca à intensidade do uso. O que propicia a analisar campos mais técnicos do mercado, como a sensibilidade da pessoa ao marketing (definido como preço, praça, produto e promoção) e também para saber se o perfil é de um consumidor informado ou influenciado, motivado ou cansado com o mercado, e se consome por conveniência, prestígio ou necessidade.

## Stakeholders
Stakeholders é uma palavra inglesa que pode ser entendida em português como o “grupo de interesse” de uma determinada organização ou até mesmo sobre os projetos por ela desenvolvidos. Esse grupo se caracteriza no papel de acionistas, investidores, proprietários, empregados, sindicatos, clientes, governo e concorrentes, que são divididos de acordo com a estratégia da empresa entre grupo de apoio interno ou externo.
O filósofo Robert Edward Freeman é considerado um dos criadores do termo stakeholders. Para ele, a palavra define bem os grupos que podem afetar ou serem afetados de forma positiva ou negativa pelos objetivos/projetos/ações ou mesmo as vendas de uma organização. Quanto maior a quantidade de stakeholders, maior é a visibilidade e a importância dos projetos e atuação da empresa no mercado, não somente financeiro, mas político e social.
Dentro do campo de grupo de interesse, há também os shareholders ou stockholders, grupo formado apenas pelos proprietários e acionistas, que são aqueles que detêm o capital da empresa, diferente dos stakeholders, que envolvem todos os interesses: visibilidade e alcance da marca, valor social e outros benefícios proporcionados àqueles que apoiam os objetivos, estratégias e ações da corporação.
Para que a participação dos stakeholders seja positiva para a empresa, devem-se considerar aspectos como: mapeamento do mercado para entender quem são os melhores grupos de interesse para o seu projeto ou marca naquele momento, seja este um indivíduo ou de fato um grupo. É interessante ter uma gestão interna dentro da organização que trate diretamente da participação desse grupo a fim de traçar um plano de qualidade alinhado para alcançar os objetivos da empresa e do grupo apoiador, além de criar abordagens de aproximação de excelência, para que o contato seja bem aceito e gere um impacto positivo aos negócios.
É importante frisar que os stakeholders necessitam de um gerenciamento ativo da gestão da empresa, pois o grupo de interesse pode mudar de acordo com o projeto ou estratégia traçada pela organização.
Uma empresa carrega valores em sua identidade. A comunicação tem  um  papel  significativo no  processo entre  a  definição  da  identidade,  a  formação  da  imagem  na  cabeça  dos  indivíduos  e  a construção  da  reputação  ao  longo  do  tempo. A comunicação  organizacional representa  o  processo  pelo  qual  os stakeholders percebem  a  identidade  da  empresa  e,  por meio dela,  a  imagem  e  a  reputação  são  construídas.

## Era Digital
Atualmente, o mundo digital está ganhando cada vez mais espaço nos diversos sistemas da sociedade. Empresas e instituições investem numa forte identidade visual, de modo que chame a atenção do público-alvo e que comunique e apresente a mensagem-chave necessária de maneira simples e rápida. Essa maneira de se comunicar, muitas vezes, é mais vantajosa do que um veículo de comunicação regular.
A consolidação da imagem na era digital é fundamental, porque além de a marca ser encontrada diretamente via canais eletrônicos, não terá ninguém para explicar qualquer dúvida que o público venha a ter sobre a mensagem que está sendo passada pela imagem da sua empresa. Visto isso, manter as redes sociais movimentadas e o site atualizado, é uma vantagem competitiva.
O Branding Digital possui três elementos importantes para a organização e construção de uma comunidade em torno da identidade visual:
- Identidade: a marca digital deve transmitir a personalidade da organização, contar uma história e envolver as pessoas com o que você quis passar;
- Visibilidade: os canais em que a marca estará presente e os tipos de pessoas que representam essa empresa. A visibilidade está ligada aos meios de comunicação como anúncios, website, perfis nas redes sociais etc.

Credibilidade: a transparência e autenticidade são as chaves para a empresa ganhar a credibilidade on-line.